# Gnophos hissariensis
Gnophos hissariensis là một loài bướm đêm trong họ Geometridae.